# ACLEDA Bank
ACLEDA Bank est une banque cambodgienne créée en janvier 1993.
L'acronyme ACLEDA signifie « Association of Cambodian Local Economic Development Agencies ».

## Historique
ACLEDA Bank est à l'origine une banque associative, d'un type proche de l'ONG, spécialisée dans le micro-crédit aux petites entreprises. En 2000, ACLEDA Bank devient une banque privée classique. Début 2010, elle compte plus de 215 000 emprunteurs (en majorité des femmes) et plus de 420 000 épargnants. ACLEDA Bank a réalisé un profit de plus de 6 millions d'euros en 2009.
Dans le cadre de ce processus, l'ONG d'origine a transféré ses actifs et rétrocédé ses passifs (prêts à long terme accordés par des donateurs) à la nouvelle banque ACLEDA. En retour, elle a reçu 44,91 % du capital de la banque, qui s'élève à 4 millions de dollars ; l'ACLEDA Staff Association (ASA), une fiducie créée pour donner à son personnel une participation au capital, a acheté 6,09 % et les 49 % restants ont été pris à parts égales par quatre investisseurs étrangers, à savoir la Société financière internationale (une division de la Banque mondiale), la DEG (Allemagne), la FMO et la Triodos Bank (Pays-Bas). Il est prévu que la banque ACLEDA cherche à être cotée en bourse à un moment donné dans l'avenir.
Depuis le 1er décembre 2003, ACLEDA Bank est agréée en tant que banque commerciale après avoir triplé son capital pour le porter à 13 millions de dollars et a été baptisée ACLEDA Bank Plc. Le 30 novembre 2006, ACLEDA Bank a augmenté son capital émis et payé de 13 millions de dollars US à 30 millions de dollars US. Le 4 janvier 2008, ACLEDA Bank a célébré son quinzième anniversaire et a augmenté son capital émis et libéré de 30 millions de dollars US à 50 millions de dollars US.
Le 23 janvier 2009, le capital d'ACLEDA Bank Plc. a été augmenté de 50 à 60 millions de dollars US, puis de nouveau le 12 juin 2009, à 68,15 millions de dollars US. Le 3 juin 2011, la banque a augmenté son capital à 78 millions de dollars US, puis à 88 millions de dollars US le 6 février 2012.
Le 25 mai 2012, ACLEDA Bank a augmenté son capital émis et payé de 88 372 500 USD à 113 169 560 USD. Le 24 juin 2015, ACLEDA Bank a augmenté son capital social de 225 535 605 USD à 265 726 050 USD.
Le 8 juin 2016, ACLEDA Bank a augmenté son capital social de 265 726 050 dollars à 307 763 911 dollars.
Le 12 mai 2017, ACLEDA Bank a augmenté son capital social de 307 763 911 dollars à 358 544 956 dollars.

## Actionnaires au 12 juin 2009
ONG ACLEDA (32 %), ASA (ACLEDA Staff Association) Plc. (19 %), DEG (12,25 %), FMO (12,25 %), IFC (12,25 %), Triodos Doen (6,15 %), Triodos Fair Share Fund (6,11 %).
Triodos Bank est une banque créée en 1980 aux Pays-Bas, spécialisée dans le financement des projets de développement.

## Expansion internationale
Le 8 juillet 2008, ACLEDA Bank a inauguré sa première filiale à l'étranger, au Laos. La Chine et le Viêt Nam sont les prochains pays où la banque compte s'installer.

## ACLEDA Securities PLC.
ACLEDA Securities Plc. est une société de courtage enregistrée, en tant que société anonyme, en vertu de la loi du Royaume du Cambodge, autorisée par la Banque nationale du Cambodge et agréée par la Securities and Exchange Commission of Cambodia (SECC) pour fournir des services de courtage en valeurs mobilières à des clients individuels et institutionnels, à des investisseurs et au public.
Lors de l'introduction en bourse de PPWSA en mars 2012, la première introduction en bourse du Cambodge (CSX), ACLEDA Securities a fourni un accès au marché aux investisseurs souhaitant participer à la bourse par le biais de 21 succursales de la banque à travers le Cambodge.

## Les actionnaires
ACLEDA Bank Plc. est détenue à 51 % par des intérêts cambodgiens, y compris son personnel, les 49 % restants étant détenus à parts égales par Sumitomo Mitsui Banking Corporation, COFIBRED (Compagnie Financière de la BRED - filiale à 100 % de la BRED Banque Populaire), ORIX Corporation et les trois fonds d'investissement (Triodos-Doen Foundation, Triodos Fair Share Fund et Triodos Microfinance Fund) gérés par Triodos Investment Management.

## Association du personnel d'ACLEDA (ASA)
ASA est une société holding à travers laquelle les employés d'ACLEDA et certains autres investisseurs peuvent participer à la croissance à long terme et à l'appréciation de la valeur d'ACLEDA. ASA détient comme principal actif 98 806 034 actions d'ACLEDA, ce qui représente 25 % des actions émises par la banque. Le 1er mars 2010, le Leopard Cambodia Fund, le premier fonds d'investissement privé du Cambodge géré par la société de capital-investissement Leopard Capital, en partenariat avec deux autres investisseurs étrangers, a acquis une participation de 7,72 % dans ASA, Plc.